# Donato Raguso
Donato Raguso (Martina Franca, 2 gennaio 1923 – Taranto, 24 agosto 1994) è stato un allenatore di calcio e calciatore italiano, di ruolo centrocampista.

## Carriera

### Giocatore
Nella stagione 1942-1943 gioca in Serie C con la Pietro Resta, con cui realizza 10 reti in 21 presenze; rimane in squadra (che nel gennaio 1944 cambia nome, diventando Arsenale Taranto) anche per il Torneo Misto Pugliese, giocato tra il gennaio ed il giugno del 1945, nel quale segna 2 reti in 6 presenze.
Dopo la fine della seconda guerra mondiale continua a giocare nell'Arsenale, con cui nella stagione 1945-1946 realizza 8 reti in 19 presenze in Serie C; l'anno successivo esordisce invece in Serie B, campionato nel quale realizza 2 reti in 25 presenze.
Dopo la fusione del 9 settembre 1947 tra Arsenale e Taranto, unitesi a formare l'Arsenaltaranto, Raguso nella stagione 1947-1948 gioca nel campionato di Serie B con questa nuova formazione, totalizzando 8 presenze ed una rete nella serie cadetta; nella stagione 1948-1949 gioca invece 11 partite di campionato, mentre nella stagione 1949-1950 (terminata con la retrocessione in Serie C dei pugliesi, arrivati ventesimi in classifica) gioca 7 partite e segna un gol, oltre a causare un'autorete. Rimane in rosa anche nella stagione 1950-1951 (nella quale gioca 3 partite nel campionato di terza serie) e nella stagione 1951-1952 (terminata senza nessuna presenza in campionato), entrambe giocate in terza serie. Al termine di quest'ultima stagione si ritira, all'età di 29 anni.
In carriera ha giocato complessivamente 51 partite e segnato 4 reti in Serie B; dal 1952 al 1961 ha continuato a giocare nei campionati regionali lucani e pugliesi.
In particolare, nella stagione 1952-1953 arriva terzo in classifica nella promozione lucana con la Vultur Rionero, mentre nella stagione 1953-1954 disputa la promozione pugliese con la Virtus Francavilla, con cui arriva quattordicesimo in classifica ottenendo la salvezza; milita in Promozione anche nella stagione 1954-1955, con la Massafrese. Tra il 1955 ed il 1958 è invece alla Santermana, con cui poi nella stagione 1958-1959 gioca nel Campionato Dilettanti, campionato chiuso al nono posto in classifica e con l'ammissione al successivo torneo di Prima Categoria (diventato il massimo livello regionale), campionato in cui milita nella stagione 1959-1960 e nella stagione 1960-1961.

### Allenatore
Nella stagione 1961-1962 ha allenato la Pro Gioia, con cui è arrivato terzo in classifica nel campionato di Prima Categoria, il massimo livello regionale dell'epoca; nella stagione 1963-1964 e nella stagione 1964-1965 ha allenato i pugliesi del Grottaglie, ottenendo rispettivamente un sesto ed un quarto posto in classifica nel campionato di Prima Categoria.
Nella stagione 1966-1967 ha lavorato come vice di Renato Tofani al Taranto, in Serie C; dopo l'esonero di quest'ultimo (avvenuto in seguito alla sconfitta per 3-0 sul campo del Bari alla sesta giornata di campionato) gli subentra in panchina, restando in carica solamente per la settima giornata, conclusasi con una vittoria per 1-0 sul campo del Trapani. Già all'ottava giornata gli subentra Ulisse Giunchi, che resta a sua volta in carica per una partita, con Raguso come vice; successivamente dalla nona alla ventiseiesima giornata Raguso è di nuovo allenatore degli ionici, ma questa volta in coppia con Alvaro Biagini, che aveva il doppio ruolo di giocatore ed allenatore. Successivamente nella stagione 1967-1968 fa da vice a Lorenzo Paradiso, sempre nel campionato di Serie C. Nella stagione 1968-1969 allena per altre 10 partite i rossoblu in coppia con Alvaro Biagini, e dopo l'esonero di quest'ultimo lavora come vice del neoarrivato Mario Caciagli fino al termine del campionato, che la squadra ionica vince, venendo quindi promossa in Serie B.
Nel corso della sua carriera da allenatore ha anche allenato il Manduria, che ha guidato nella stagione 1975-1976, nella quale è subentrato alla guida della squadra a stagione in corso, arrivando tredicesimo in classifica, con conseguente salvezza. In precedenza aveva allenato la squadra biancoverde anche nella stagione 1972-1973, terminata con un tredicesimo posto in classifica in Serie D.
Per alcuni anni ha poi allenato nelle giovanili del Taranto.